# Chitra Banerjee Divakaruni
Chitra Banerjee Divakaruni (Calcutta, 1956) è una scrittrice, poetessa, saggista, giornalista ed attivista indiana naturalizzata statunitense.

## Alcune opere
Fra le principali opere tradotte in italiano:
- La maga delle spezie (titolo originale: The Mistress of Spices ), 1997
- Sorella del mio cuore (Sister of My Heart ), 1999
- Il fiore del desiderio (The Vine of Desire ), 2002
- Matrimonio combinato (Arranged Marriage ), 2003
- Anand e la conchiglia magica. La Confraternita della Conchiglia: 1 (The Conch Bearer ), 2004
- La regina dei sogni (Queen of Dreams ), 2004
- Anand e lo specchio del fuoco e del sogno. La Confraternita della conchiglia: 2 (The Mirror of Fire and Dreaming ), 2007
- Il palazzo delle illusioni (The Palace of Illusions: A Novel), 2008
- Raccontami una storia speciale (One amazing thing), 2011
- La Ragazza Oleandro (Oleander Girl), 2015